# Poesia popular moraviana en cançons
Poesia popular moraviana en cançons (en txec Moravská lidová poesie v písních), JW V/2, és un conjunt de 53 arranjaments per a veu i piano de cançons tradicionals compostes per Leoš Janáček entre 1892 i 1901.